# Schwenklader

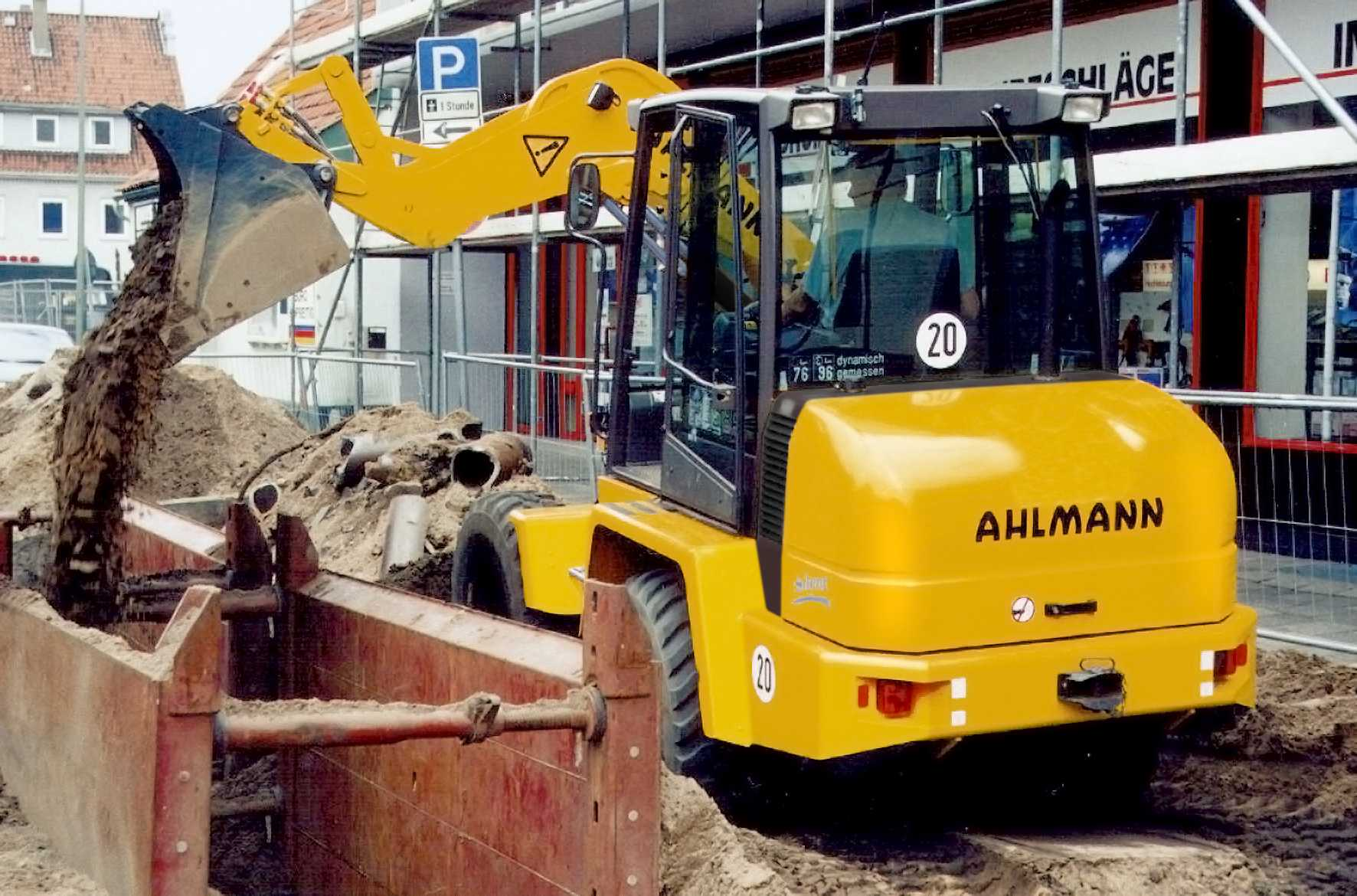
Ahlmann Schwenklader AS 90

Der Schwenklader ist eine Variante des Radladers. Anders als bei einem konventionellen Radlader wird der Schaufelarm des Schwenkladers am Vorderwagen auf einem Drehkranz befestigt und lässt sich somit um bis zu 180° (2 × 90°) verschwenken.
Bei dieser Bauweise wird angestrebt, eine höhere Kipplast im verschwenkten Zustand als bei frontalen Arbeiten zu ermöglichen. Dies ist allerdings nur möglich, wenn das Gerät mit einem Starrrahmen und Vierradlenkung ausgerüstet ist, da sonst der Geräteschwerpunkt im verschwenken Zustand zu weit vom Mittelpunkt entfernt ist. Um die Stabilität des Gerätes noch weiter zu erhöhen, verwenden einige Hersteller lastabhängige Achsabstützungen und Drehstuhlgewichte in ihren Schwenkladern. Es gibt jedoch auch Schwenklader mit Knicklenkung.
Der schwenkbare Schaufelarm ermöglicht dem Maschinenführer das Arbeiten in einer Spur, was sich besonders durch kurze Fahrwege, geringe Bodenbelastung und minimale Verkehrsbehinderung bezahlt macht. Ein weiterer Vorteil des Schwenkladers ist die vielseitige Verwendbarkeit unterschiedlicher Arbeitswerkzeuge, wie Tieflöffel, Greifer oder Kranarm. Diese Universalität führte dazu, dass Schwenklader oft auch als Pioniergeräte beim Militär eingesetzt werden.
1949 wurde der erste europäische Schwenklader in Italien von den Gebrüdern Carlo und Mario Bruneri entwickelt, der jedoch eher als Bagger einzuordnen ist. 1952 baute Ahlmann den ersten deutschen Schwenklader.

## Hersteller
Nicht mehr existierende Hersteller:
Bischoff (Polytrac), Eberhardt, Hatra, Schwing
Heute noch existierende Hersteller:
Ahlmann/Mecalac, Atlas Weyhausen, Paus, Terex